# Ernst Thors
Ernst Engelbrekt (A-son) Thors ursprungligen  Andersson, född 2 mars 1881 i Normlösa i Östergötland, död 27 oktober 1955 i Normlösa, var en svensk målare. 
Han var son till  handlaren Pehr Andersson född 4 december 1849 i Malung, död 29 juni 1946 i Normlösa och Hulda Karlsdotter född 6 april 1851 i Klockrike, död 28 februari 1943 i Normlösa. Ernst Thors var från 1940 gift med vävlärarinnan Alma Linná Bigge. Thors studerade vid Wilhelmsons målarskola i Stockholm 1917 samt en tid vid Maison Watteau och Académie Colarossi i Paris och under studieresor till England, Frankrike, Nederländerna, Marocko, Norge, Spanien och Tyskland. Separat ställde Thors ut i Motala 1937, Stockholm 1939 (Baltia) och 1948 (Galerie Acté), Linköping 1945 och 1951, Örebro 1954 samt i Eskilstuna. Dessutom framträdde han bland annat på Östgöta konstförenings salonger i Linköping 1941 och 1946, Motala 1944 och Vadstena 1947 och 1953 samt på Sveriges allmänna konstförenings höstutställning i Stockholm 1943. Bland hans offentliga arbeten märks en utsmyckning för Eskilstuna konstmuseum. Hans konst består av landskap och mariner ofta med vinter- och höstmotiv utförda i olja eller akvarell. Thors är representerad vid Östergötlands museum och Eskilstuna konstmuseum. 